# Grzegorz Tkaczyk

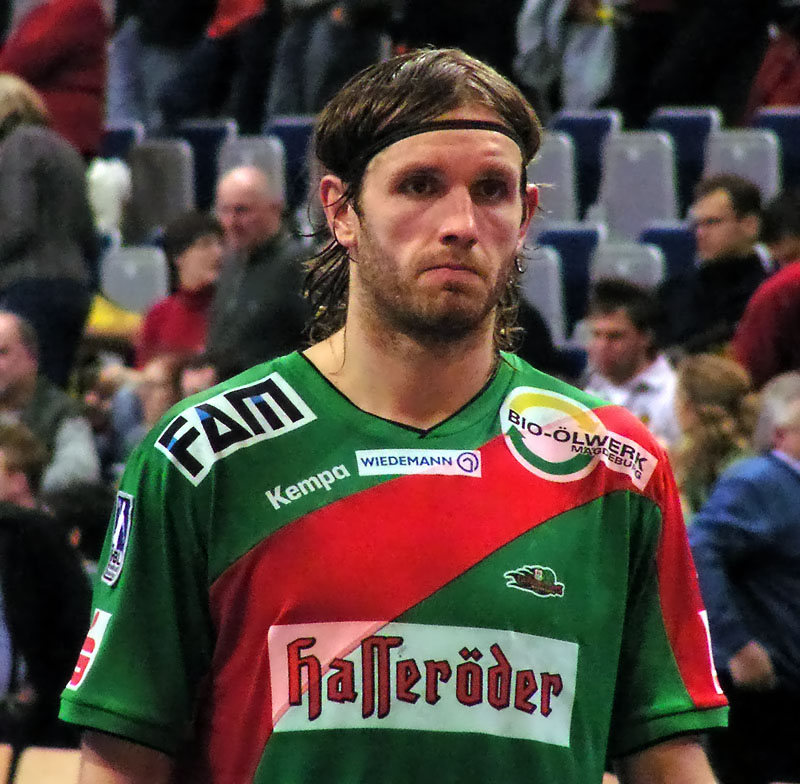
Grzegorz Tkaczyk für den SC Magdeburg am 21. Februar 2007 in der SAP Arena

Grzegorz Tkaczyk (* 22. Dezember 1980 im Warschauer Bezirk Targówek, Polen) ist ein polnischer Handballspieler, der für den polnischen Verein KSZO Ostrowiec Świętokrzyski spielt. Er war außerdem Spieler der polnischen Nationalmannschaft. Tkaczyk ist bei 1,94 m Körperlänge 94 kg schwer. Er spielt auf Rückraum Mitte und links.

## Karriere
Nachdem er im Oktober 2008 seinen Rücktritt aus der Nationalmannschaft bekannt gegeben hatte, um sich fortan allein auf seinen Verein zu konzentrieren, stand er bei der Weltmeisterschaft 2011 in Schweden allerdings wieder im Aufgebot Polens. Nach der Saison 2015/16 beendete er zunächst seine Karriere, ist nach mehrjähriger Unterbrechung aber seit der Saison 2020/21 wieder als Spieler aktiv und läuft für KSZO Ostrowiec Świętokrzyski auf.

## Erfolge
- Vize-Weltmeister 2007
- EHF Champions League 2016
- EHF-Pokal 2007
- Polnischer Meister 2012, 2013, 2014, 2015, 2016
- Polnischer Pokalsieger 2012, 2013, 2014, 2015, 2016

## Saisonbilanzen
| Saison    | Verein             | Spielklasse | Spiele | Tore | 7-Meter | Feldtore |
| --------- | ------------------ | ----------- | ------ | ---- | ------- | -------- |
| 2002/03   | SC Magdeburg       | Bundesliga  | 34     | 119  | 4       | 115      |
| 2003/04   | SC Magdeburg       | Bundesliga  | 31     | 178  | 13      | 165      |
| 2004/05   | SC Magdeburg       | Bundesliga  | 24     | 97   | 6       | 91       |
| 2005/06   | SC Magdeburg       | Bundesliga  | 32     | 161  | 22      | 139      |
| 2006/07   | SC Magdeburg       | Bundesliga  | 33     | 147  | 0       | 147      |
| 2007/08   | SC Magdeburg       | Bundesliga  | 15     | 57   | 0       | 57       |
| 2007/08   | Rhein-Neckar Löwen | Bundesliga  | 18     | 76   | 0       | 76       |
| 2008/09   | Rhein-Neckar Löwen | Bundesliga  | 23     | 74   | 0       | 74       |
| 2009/10   | Rhein-Neckar Löwen | Bundesliga  | 11     | 27   | 0       | 27       |
| 2002–2010 | gesamt             | Bundesliga  | 221    | 936  | 45      | 891      |